# Карл Сурен
Карл Фридрих Вилхелм Виктор Сурен (на немски: Karl Friedrich Wilhelm Viktor Surén) е офицер от Германската империя

## Военна кариера
Служил като командир на 11-та дивизия от запаса при избухването на Първата световна война. Неговите войски се бият в подкрепа на 5-та армия. Генерал Сурен е повишен в командир на корпуса през декември 1914 г., водещ XVII-ти и XXV-ти Запасни корпуси през следващите две години. След това  е прехвърлен в командването на Generalkommando zbV 61 до края на войната.

## Външни източници
- https://prussianmachine.com/akb/suren.htm
- https://military-history.fandom.com/wiki/61st_Corps_(German_Empire)